# MMMBop
«MMMBop» — песня американской группы Hanson из их дебютного альбома Middle of Nowhere (1997). Незадолго до выхода альбома была издана отдельным синглом. (Это был первый сингл из пяти, что в итоге будут выпущены из этого альбома.)
Песня достигла 1 места в США (в Billboard Hot 100), Великобритании (3 недели на 1 месте национального синглового чарта и во многих других странах.

## История
С большинством песен в альбоме Middle of Nowhere им помогли опытные авторы-песенники (как Дезмонд Чайлд и Барри Манн), но песня
«MMMBop» была целиком написана самими братьями Хэнсон. Песня сначала вышла в независимом альбоме группы Hanson, который тоже назывался MMMBop (1996). В значительной мере именно она помогла им подписать контракт с крупной фирмой звукозаписи и в итоге стала их первым синглом.
На момент выхода в 1997 году сингла «MMMBop» (а вскоре и дебютного альбома Middle of Nowhere) Айзаку было 16 лет, Тейлору 13, а Заку 11.
Как рассказывает сайт Songfacts, «песня быстро стала всемирным хитом, получив беспрерывную ротацию на радиостанциях и на MTV и достигнув 1 места в 27 странах».

### Номинация на «Грэмми»
Песня была номинирована на «Грэмми» в категории «Record of the Year». Причём Зак Хэнсон тогда стал самым молодым в истории номинантом на «Грэмми» в авторской категории.
На той церемонии вручения «Грэмми» (в 1998 году) группа Hanson выступила на сцене. (Исполняли они, понятно, как раз свою номинированную на премию песню «MMMBop».)

## Сюжет песни
Зак Хэнсон рассказал сайту Songfacts:
|  | О чём эта песня говорит, это о том, что нужно держаться за те вещи, что по-настоящему значат. [Слово] «MMMBop» символизирует собой отрезок времени или тщетность/бесполезность жизни. Всё рано или поздно пройдёт и исчезнет, будь это твой возраст и твоя молодость, или, может быть, деньги, что у тебя есть, и всё, что останется, это люди, которых ты взрастил и реально сам создал/построил, чтобы они стали твоим хребтом, твоей системой опоры. |